# シンガポールの歴史
本項では、シンガポールの歴史（シンガポールのれきし）について記述する。

## テマセック
シンガポールに関する歴史的な記述で最も古いものは、3世紀の中国の文献におけるPu-luo-chungであるという。シュリーヴィジャヤ王国の勢力下、7世紀頃には漁村テマセックとして知られ、複数の航路が合流するマレー半島の先端に位置するという地理的条件も合わさり、様々な国の船舶が寄港していたといわれるが、諸説ある。
マジャパヒト王国の宮廷詩人であったプラパンチャが14世紀に書いた『王朝栄華物語』に、マジャパヒト王国の服属国としてテマセックの名は見られ、少なくとも14世紀まではこの名で呼称されていたことが窺える。また、同時期に書かれた中国の旅行家汪大淵による旅行記『島夷誌略』にも、「海賊を生業とする住民が住み、外国船も寄港していた」ことなどが記されている。

## シンガプーラ
14世紀末にはサンスクリット語で「ライオンの町」を意味するシンガプーラという名称が定着し、現在の「シンガポール」の由来となっている。なぜこの名なのかについては諸説あり、マジャパヒト王国の“属国地”を指す通称であるとする説、「シンガ」は寄港を意味するとして単に“寄港地”という一般名称であるとする説、シュリーヴィジャヤ王国の王子がこの地の動物をライオンと見間違えて名付けたとする説などもあるが、スマトラより来訪したサン・ニラ・ウタマによって建設されたことから名付けられたとする説を、シンガポールでは通説とする。

## アユタヤ朝との対立
マジャパヒト王国で内戦（パルグルグ戦争）（英語：Paregreg war）が起き、パレンバンの王子パレメスワラが内戦を逃れるためマレー半島を転々としていた。パレメスワラがシンガプーラに逃れた時、アユタヤ王の女婿であるシンガプーラ王を殺害した事件をきっかけに、シンガプーラを含めたマレー半島の覇権を巡るマジャパヒト王国とシャムの間の争いが激化した。パレメスワラは1402年、マラッカ王国を建国しシンガプーラをその支配下に収めた。

## ジョホール王国による統治と放棄
マラッカ王国は1511年にポルトガルの侵攻を受け滅亡しポルトガル領マラッカが成立する。生き残ったマラッカ王国の王族は、マレー半島南部のジョホールに逃れ、ジョホール王国を建国した。シンガプーラはそのジョホール王国の一部となり、16世紀後半には、ジョホール王国の高官が拠点とした。しかし1613年、ポルトガルはシンガポール川の河口にある交易基地を焼き払う。この結果シンガポールは放棄され、こののち約200年もの間、忘れられることとなった。
1641年、オランダとジョホール王国が協力してポルトガル領マラッカを攻撃し、オランダ領マラッカが成立し、マラッカ海峡の香辛料貿易はオランダが独占することになり、ポルトガルの覇権は終わった。

## イギリスによる植民地支配

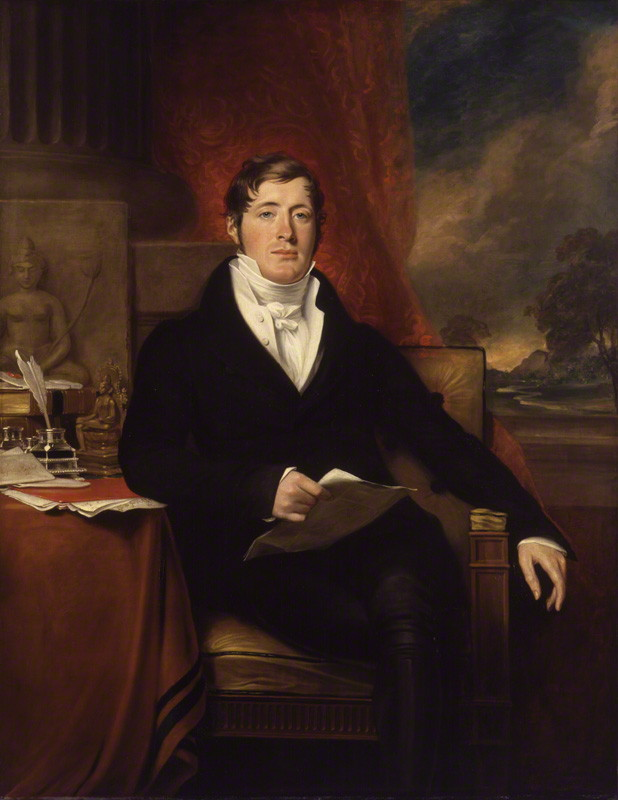
トーマス・ラッフルズ

1819年1月、人口僅か150人程度のこの島に、イギリス東インド会社で書記官を務めていたイギリス人トーマス・ラッフルズが上陸した。ラッフルズは当時何もなかったシンガプーラの地理的重要性に着目し、1819年2月6日、当時島を支配していたジョホール王国より商館建設の許可を取り付けた。名称も英語風のシンガポールと改め、都市化計画を推し進めた。1824年には植民地としてジョホール王国から正式に割譲がなされるとともに、オランダもイギリスによる植民地支配を認めることとなった。
無関税の自由港政策を推し進めたこともあり、5年の間にシンガポールの人口は1万人を突破し、急速に発展していった。既に所持していた港町ペナンと、1824年に新たに獲得したマラッカとともに、1826年にシンガポールはイギリスの海峡植民地に組み入れられ、1832年にその首都と定められた。
イギリスの植民地となった後は、同じくイギリスの植民地であるインドやオーストラリア、中国大陸などとの間でのアヘンや茶などの東西交易、三角貿易の中継地点となった。また背後に存在する、同じくヨーロッパ諸国の植民地となったマレー半島のマラヤ連邦州などで産出された、天然ゴムやすずの積み出し港としても発展した。この時期に、すず鉱山、天然ゴムなどのプランテーションにおける労働力、港湾荷役労働者、貿易商、行政官吏として、中国（主に福建省や広東省、潮州、海南島などの中国南部）、インド（主に南インドのタミル語圏）、現在のインドネシアなどから多くの移民がマレー半島、シンガポールへ渡来し、現在の多民族国家の起源となった。1869年にスエズ運河が開通すると、次第にシンガポールは東アジア-ヨーロッパ間貿易航路の中継港となった。この優れた地理的位置は、シンガポールに未曽有の繁栄をもたらした。なお、1873年に日本の岩倉使節団がシンガポールに寄港しており、当時の様子が『米欧回覧実記』に記されている。
海峡植民地政庁が郵便局業へ干渉したことに反発して、1876年にシンガポール華僑が暴動を起こした。シンガポールを含むマレー半島では、イギリスの植民地支配下において、インドや中国からの労働力を背景に経済的には発展が進んだものの、マレー人を中心とした在来住民や移民労働者による自治が認められない隷属状況が続いた。20世紀に入ると、一部知識層の間で独立の機運が高まった。

## 日本による占領と軍政

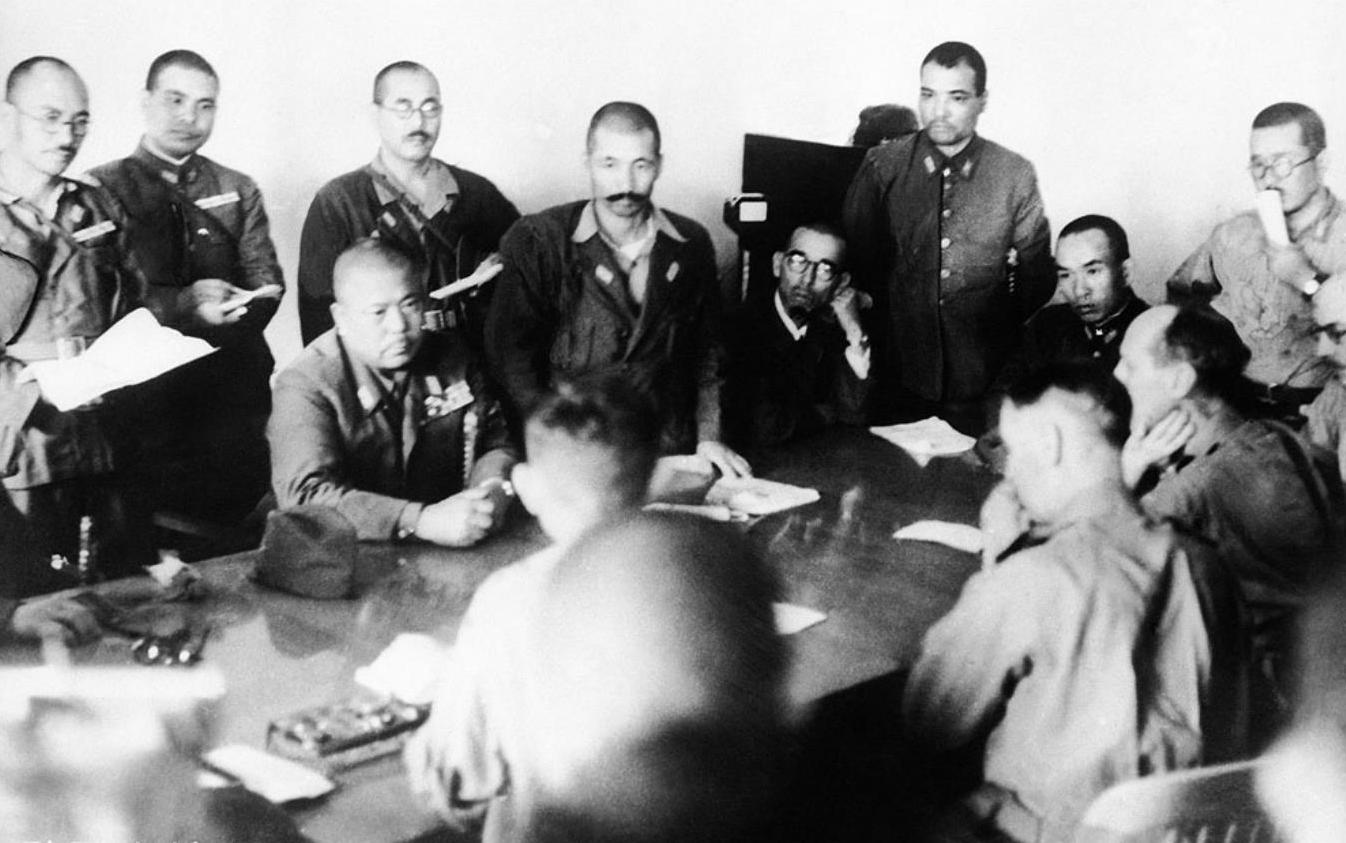
降伏交渉を行う大日本帝国陸軍の山下奉文大将と駐留イギリス軍のアーサー・パーシバル中将

イギリスは、シンガポールを東南アジアにおける植民地拠点として、15万人を超えるイギリス海軍および陸軍部隊を駐留させ要塞化していた。このため、1941年12月8日に太平洋戦争が始まると、同日に日本軍はシンガポールを空襲した。付近の軍事施設についても陸軍航空部隊、海軍航空部隊が攻撃を加えた。その後、シンガポールのイギリス極東軍は山下奉文中将が率いる日本陸軍に攻撃を受けた。この攻撃は1942年2月7日に開始され、同地を守るイギリス極東軍司令官のアーサー・パーシバル中将が無条件降伏した2月15日に終わった（シンガポールの戦い）。
その後は日本陸軍による軍政が敷かれ、シンガポールは「昭南島（しょうなんとう）」と改名された。軍政下の行政組織として「昭南特別市」が設置され、初代市長には日本人内務官僚の大達茂雄が任命された。その後日本から多くの官民が送られ、軍政が敷かれた。市内では憲兵隊が目を光らせ、ヨーロッパ系住民は収容され、インド系・マレー系住民の他、華僑も泰緬鉄道建設のために徴用された。
また当時は日中戦争の最中でもあったため、中国系住民のゲリラや反乱を恐れた日本軍は、山下奉文司令官名の「布告」を発行し、反日ゲリラやその支援者と目された中国系住民を指定地へ集合させ、氏名を英語で書いた者を「知識人」、「抗日」といった基準で選別し、対象者をトラックで海岸などに輸送し殺害した（シンガポール華僑粛清事件）。この事件は戦後の1961年12月に、イーストコーストの工事現場から白骨が発掘されたことにより、日本に血債の償い（血債は中国語で『人民を殺害した罪、血の負債』といった意味）を求める集会が数万人の市民を集めて開かれる事態に発展し、1967年には「血債の塔」が完成した。犠牲者数は資料の不足や事実関係の不透明から史料による差が大きく、日本政府の調査では6000人、華僑側では4万人であり、桜本富雄は10万人説を唱えている。秦郁彦は、日本側では約5000人という説が多いとしている。シンガポール側では、許雲樵元南洋大学教授が作成した名簿では8600人余りとなっている。
またフランスのボルドー軍港にドイツ海軍との協同作戦基地を保持し、1943年3月にドイツ海軍との間で大型潜水艦の貸与協定を結んだイタリア海軍が、日本が占領下に置いたシンガポールに潜水艦の基地を作る許可を取り付け、工作船と海防艦を送り込んだ。しかし、同年9月にイタリアが連合国に対して降伏したため、シンガポールに派遣されたイタリア海軍の潜水艦「コマンダンテ・カッペリーニ」と「ルイージ・トレッリ」が、大日本帝国海軍を経由してドイツ海軍に接収された。さらに1945年5月にドイツが降伏した後は大日本帝国海軍に接収され「伊号第五百三潜水艦」、「伊号第五百四潜水艦」として終戦を迎えている。

## イギリスによる植民地支配の回復
1945年8月に、日本の敗戦を受けて、同年9月4日に英印連邦軍が進駐を開始。9月12日には第7方面軍司令官、板垣征四郎大将が降伏文書に調印した。第二次世界大戦が終結し日本軍が撤退したものの、日本と入れ替わりに戻ってきたイギリスによる植民地支配は継続することとなり、長年の念願であった独立への道は再び閉ざされてしまうこととなった。
イギリス植民地当局は非常事態宣言を出し、反英活動家に対しては徹底的に取り締まりや弾圧を行った。逮捕され裁判にかけられた労働組合員や学生指導者らの弁護を引き受けたのが、のちの初代首相リー・クアンユーである。しかし、長年マレー半島において搾取を行った宗主国イギリスに対する地元住民の反感は強く、その後も独立運動が続くことになった。また、第二次世界大戦によって大きなダメージを受けたイギリスには、本国から遠く離れたマレー半島における独立運動を抑え込む余力はもう残っていない上、諸外国からの植民地支配に対する反感も強く、いよいよ植民地支配を放棄せざるを得ない状況に追い込まれた。
1947年7月、イギリス植民地当局は立法議会選挙法令を公布。1948年3月20日、議席の一部を民選とするシンガポール初の選挙を実施し、20万人の住民がこの選挙に参加した。リンデル委員会のシンガポール自治についての勧告に基づいて、1955年に立法議会25議席の選挙が行われた。10議席を獲得した労働戦線はシンガポール連盟党と連立し、労働戦線で後のシンガポール労働者党創設者のデヴィッド・マーシャル（シンガポールの政治家）が首席大臣に就任した。1956年のロンドンでの自治権獲得の交渉は不調に終わるが、1958年には外交と国防を除く自治権が与えられた。

## マレーシアを結成

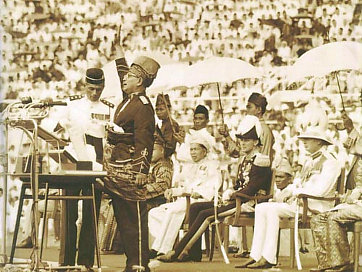
マラヤ連邦の独立を宣言するトゥンク・アブドゥル・ラーマン

1957年にマラヤ連邦（Persekutuan Tanah Melayu）が独立し、トゥンク・アブドゥル・ラーマンが首相に就任した。その後の1959年6月にシンガポールはイギリスの自治領（State of Singapore）となり、1963年にマラヤ連邦、ボルネオ島のサバ・サラワク両州とともに、マレーシア（Malaysia）を結成する。
しかし、マレー人優遇政策を採ろうとするマレーシア中央政府と、イギリス植民地時代に流入した華人が人口の大半を占め、マレー人と華人の平等政策を進めようとするシンガポール人民行動党（PAP）の間で軋轢が激化。1964年7月21日には、憲法で保障されているマレー系住民への優遇政策を求めるマレー系のデモ隊と中国系住民が衝突し、シンガポール人種暴動 (1964年)が発生、死傷者が出た。

## シンガポール共和国として分離独立
軋轢の激化に加え、1963年の選挙において、マレーシア政府与党の統一マレー国民組織（UMNO）とシンガポールの人民行動党（PAP）の間で、相互の地盤を奪い合う選挙戦が展開されていたことにより、関係が悪化した。ラーマン首相は両者の融和は不可能と判断し、ラーマンとPAPのリー・クアンユー（李光耀）の両首脳の合意の上、1965年8月9日にマレーシアの連邦から追放される形で都市国家として分離独立した。独立を国民に伝えるテレビ演説で、リー・クアンユーは涙を流した。